# منتخب غيانا لكرة القدم للسيدات
منتخب غيانا الوطني لكرة القدم للسيدات (بالإنجليزية: Guyana women's national football team)‏ هو ممثل غيانا الرسمي في المنافسات الدولية في كرة القدم للسيدات، يديريه اتحاد غيانا لكرة القدم.